# Лизи (Фрозиноне)
Лизи је насеље у Италији у округу Фрозиноне, региону Лацио.
Према процени из 2011. у насељу је живело 175 становника. Насеље се налази на надморској висини од 222 м.